# 高橋慶太郎 (政治家)
高橋 慶太郎（たかはし けいたろう、1871年10月11日（明治4年8月27日） - 1942年（昭和17年）11月14日）は、日本の政治家、衆議院議員（1期）。

## 経歴
島根県出身。東京帝国大学法科で学ぶ。島根新聞主幹となる。
1903年の第8回衆議院議員総選挙において松江市選挙区から立憲政友会公認で立候補して当選する。衆議院議員を1期務め、同年10月に議員を失職となった。1904年の第9回衆議院議員総選挙は不出馬。1942年に死去した。